# Artaldo IV di Pallars Sobirà
Artaldo IV di Pallars Sobirà (in spagnolo Artal, in catalano Artau, in francese Artaud; prima metà secolo XII circa – 1182 circa) fu il sesto Conte di Pallars Sobirà dal 1167 alla sua morte.

## Origine
Secondo il documento n° 147 del El Monestir de Santa Maria de Gerri (segles XI-XV) Collecció Diplomática, II (non consultato), Artaldo era il figlio primogenito del quinto Conte di Pallars Sobirà, Artaldo III e di Ines o Agnese, di cui non si conoscono gli ascendenti.

Artaldo III di Pallars Sobirà era l'unico figlio del quarto Conte di Pallars Sobirà, Artaldo II e della moglie Eslonça Martín, castigliana, figlia di Martìn Pérez de Tordesillas e della moglie Mayor Ansúrez. 

le contee catalane, nel secolo XII

## Biografia
Artaldo viene citato nel documento n° 147 del El Monestir de Santa Maria de Gerri (segles XI-XV) Collecció Diplomática, II (non consultato), datato 1158, in cui fece una donazione assieme a suo padre, Artaldo III.

Già nel 1156 aveva iniziato a collaborare col padre, Artaldo III in questioni amministrative.
Non si conosce la data esatta della morte di suo padre, Artaldo III, che morì intorno al 1167. 

Ad Artaldo III succedette Artaldo come Artaldo IV, come conferma il documento n° 157 del El Monestir de Santa Maria de Gerri (segles XI-XV) Collecció Diplomática, II (non consultato), datato 1171, che lo cita come col titolo di conte, assieme alla moglie Guglielma (Artallus Paliarensis comes et coniux Guilelma comitissa).
Artaldo III aveva governato pacificamente, senza combattere guerre con i suoi vicini e Artaldo IV continuò l'era della pace iniziata con il suo predecessore, quindi non partecipò ad eventi di rilievo ed è noto soprattutto per il suo legame speciale con il monastero di Santa Maria de Gerri e per le sue frequenti donazioni a diversi ordini militari. I rapporti tra Artau IV e gli ordini militari furono particolarmente intensi, soprattutto con gli Ospitalieri e i Templari, che il conte favorì con varie donazioni tra il 1167 e il 1178.
Nel gennaio 1174, Artaldo IV firmò con Raimondo V Conte di Pallars Jussà, un accordo di mutuo soccorso contro ogni avversario, tranne il conte di Barcellona e re di Aragona, ed i suoi fedeli; questa clausola dell'alleanza rivela la schiacciante superiorità della casa dei conti di Barcellona rispetto ai suoi pari e l'esistenza di una mentalità secondo la quale i sovrani di Barcellona erano allo stesso tempo signori della Catalogna.
Non si conosce la data esatta della morte di Artaldo IV, che morì intorno al 1182 e gli succedette il figlio maschio Bernardo, come Bernardo III.

## Matrimonio e discendenza
Artaldo IV, prima del 1171, aveva sposato Guglielma, di cui non si conoscono gli ascendenti; il documento n° 157 del El Monestir de Santa Maria de Gerri (segles XI-XV) Collecció Diplomática, II (non consultato), datato 1137, (Artallus Paliarensis comes et coniux Guilelma comitissa) ce lo conferma; Guglielma sopravvisse al marito, come ci viene confermato dal documento n° 179 del El Monestir de Santa Maria de Gerri (segles XI-XV) Collecció Diplomática, II (non consultato), inerente ad una donazione in suffragio dell'anima di Artaldo IV fatta da Guglielma (Doña Guillelma condesa de Pallas) col consenso del figlio Bernardo (su hijo Don Bernardo), nel 1192. 

Artaldo IV da Guglielma ebbe due figli:
- Bernardo († 1199 circa), Conte di Pallars Jussà, come da documento n° 179 del El Monestir de Santa Maria de Gerri (segles XI-XV) Collecció Diplomática, II (non consultato)[6];
- Guglielma[11] († 1250 circa), Contessa di Pallars Jussà, come da documento n° 192 del El Monestir de Santa Maria de Gerri (segles XI-XV) Collecció Diplomática, II (non consultato)[6].